# Diploceraspis
Genre
Diploceraspis est un genre éteint d'amphibiens ayant vécu au Permien il y a entre 299 et 270 millions d'années, en Ohio et Virginie-Occidentale. La seule espèce connue est Diploceraspis burkei.

## Description

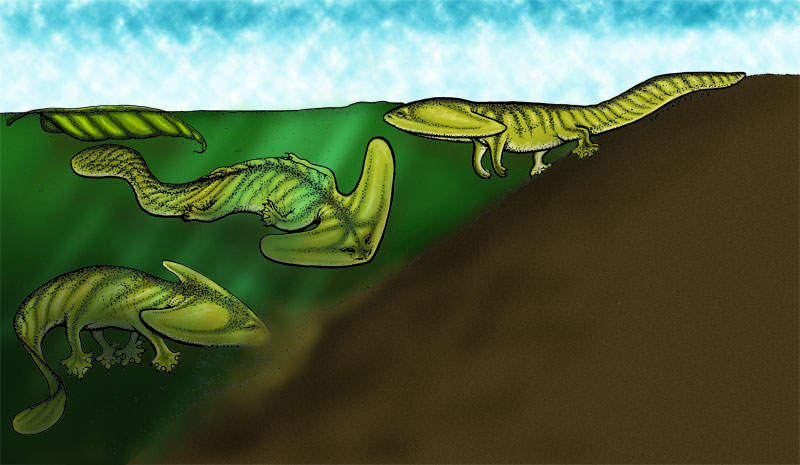
Un groupe de Diploceraspis.

Comparé à son « cousin » plus connu, le Diplocaulus d'environ 1 mètre de long, le Diploceraspis était de moitié plus petit : il ne mesurait que 46 centimètres de long.